# Schammach (Attenweiler)
Schammach ist ein Gemeindeteil von Attenweiler im Landkreis Biberach in Baden-Württemberg. Der Weiler auf der Gemarkung Attenweiler liegt circa einen Kilometer südwestlich von Attenweiler und ist über die Landesstraße 266 zu erreichen.

## Geschichte
Der Ort wurde 1237 als „Schammun“ erstmals erwähnt, als Reichsschenk Konrad von Winterstetten sein von Friedrich von Baumgarten erworbenes Gut Schammach dem Kloster Schussenried schenkte. Im Jahr 1240 wurde die Schenkung durch König Konrad IV. bestätigt.
Wie Gutershofen wurde Schammach 1371 vom Heilig-Geist-Spital in Biberach an der Riß erworben und 1650/67 verkauft.